# San Juan Guarita
San Juan Guarita är en kommun i Honduras.   Den ligger i departementet Departamento de Lempira, i den västra delen av landet, 180 km väster om huvudstaden Tegucigalpa. Antalet invånare är 2 771.